# Herbert Reinecker
Herbert Reinecker (* 24. Dezember 1914 in Hagen; † 27. Januar 2007 in Kempfenhausen am Starnberger See) war ein deutscher Journalist und Schriftsteller. In der NS-Zeit war er erfolgreich propagandistisch tätig. Im Zweiten Weltkrieg arbeitete er als Kriegsberichterstatter in einer Propagandakompanie der Waffen-SS. Nach dem Krieg wurde er unter Pseudonymen wie Alex Berg und Herbert Dührkopp Autor von Jugendbüchern, Romanen und Drehbüchern. Besondere Bekanntheit erlangte er durch Konzeption und Drehbücher der Fernsehserien Der Kommissar, Derrick und in der Anfangsphase Siska. Er gilt als einer der erfolgreichsten deutschen Krimi-Autoren und schrieb viele Drehbücher der Edgar-Wallace-Filme und für die Jerry-Cotton-Serie.

## Anfänge
Herbert Reinecker wurde in Westfalen als Sohn eines Reichsbahnschaffners geboren. Er besuchte die evangelische Volksschule und das Gymnasium Hagen. Im Alter von 15 Jahren arbeitete er bereits als freier Mitarbeiter der Hagener Zeitung, für die er Feuilletonbeiträge schrieb. Seit April 1932 war er Mitglied der Hitlerjugend, in der er der Flieger-HJ angehörte. 1935 legte er sein Abitur ab und wurde danach Chefredakteur der von der HJ-Gebietsführung Westfalen und dem Landesjugendamt gemeinsam herausgegebenen Zeitschrift Unsere Fahne in Münster. Ab April 1935 arbeitete er hauptamtlich im Presse- und Propagandaamt der Reichsjugendführung.
Nach Wiedereinführung der Wehrpflicht 1935 absolvierte Reinecker in Rathenow eine zweimonatige Ausbildung. Er wurde im Januar 1936 Hauptschriftleiter der HJ-Reichszeitschrift Der Pimpf, die sich an Mitglieder des Jungvolks richtete. Vom selben Jahr an veröffentlichte er propagandistische Jugendbücher, ab 1939 auch Romane und Erzählungen. Sein Werk Der Mann mit der Geige (1939) wurde 1942 unter dem Titel Der Fall Rainer verfilmt. Ab 1938 war Reinecker hauptamtlich beim Franz-Eher-Verlag angestellt. 1937/38 heiratete er Angela Schmikowski, mit der er eine Tochter und einen Sohn hatte. Die Ehe wurde 1954 geschieden.
Bei der Tobis-Filmgesellschaft besuchte Reinecker nebenbei einen Kurs für Drehbuchautoren. Im Zweiten Weltkrieg war er als Kriegsberichterstatter in einer Propagandakompanie der Waffen-SS in Rumänien, Russland, Flandern und Pommern im Einsatz. Während der Kriegsjahre entstanden einige propagandistische Bühnenstücke (Die Stunde des Triumphes, Das Dorf bei Odessa und Leuchtfeuer). Sein Drama Die Stunde des Triumphes über den irischen Unabhängigkeitskampf kam 1940 in Saarbrücken zur Uraufführung. Reinecker erkrankte an der Ruhr und entkam nur knapp dem Tod.
1942 wurde Reinecker auch Hauptschriftleiter der HJ-Zeitschrift Junge Welt. Er war in der Reichsjugendführung dem Presse- und Propagandaamt zugeordnet. Am 14. August 1943 beantragte er die Aufnahme in die NSDAP und wurde zum 1. November desselben Jahres aufgenommen (Mitgliedsnummer 9.642.252). Im Dezember 1942 wurde sein antisowjetisches Schauspiel Das Dorf bei Odessa uraufgeführt, welches das Schicksal der Volksdeutschen in der Sowjetunion schildern sollte und zu einem der meistgespielten Stücke der Zeit des Nationalsozialismus wurde. Sein Drehbuch zu dem Jugendpropagandafilm Junge Adler wurde 1944 von seinem Freund Alfred Weidenmann verfilmt. Am 5. April 1945 schrieb Reinecker den letzten Leitartikel für die SS-Zeitung Das Schwarze Korps. Kurz vor Kriegsende verließ er Berlin und fand Unterschlupf am Wörthersee.

## Nachkriegslaufbahn
Reinecker lebte zunächst drei Monate versteckt auf einem Bauernhof in Kärnten, dann in Hamburg, Halver und Hannover. Ab 1948 lebte er in Landstuhl und schrieb unter wechselnden Pseudonymen. Seine Bewerbungen um Journalistenstellen wurden abgewiesen. Reinecker hielt sich zunächst als Leiter und alleiniger Autor eines Feuilletonpressedienstes in der Pfalz über Wasser. Er verfasste Romane, Theaterstücke, eine Vielzahl Kurzgeschichten und seit 1947 Texte für das Kabarett Ulenspiegel in Köln. 1951 ließ er sich in Hamburg nieder, wo er unter dem Pseudonym Herbert Dührkopp gemeinsam mit Christian Bock Hörspiele für den NWDR verfasste. Sein Roman Kinder, Mütter und ein General über die Geschichte verführter Kinder in den letzten Kriegstagen wurde auch verfilmt. Seinen endgültigen Durchbruch erzielte Reinecker mit dem Drehbuch zu Canaris, einer Idealisierung der Titelfigur, wofür er mit dem Bundesfilmpreis ausgezeichnet wurde.
In der SBZ/DDR wurden mehrere der von ihm veröffentlichten Schriften auf die Liste der auszusondernden Literatur gesetzt.
In den 1950er und 1960er Jahren wurde Reinecker ein gefragter Drehbuchautor, unter anderem für Edgar-Wallace-Filme, oft unter dem Pseudonym Alex Berg. Für gemeinsame Arbeiten mit Alfred Weidenmann wurde er mit Filmpreisen geehrt. Ab 1959 war Herbert Reinecker in zweiter Ehe mit Brunhilde „Holly“ Reinecker verheiratet, mit der er im Sonnleitweg in Berg am Starnberger See von 1964 bis zu seinem Tod zusammenlebte.
Durch den Produzenten Helmut Ringelmann kam Reinecker in Kontakt mit dem Fernsehen und schrieb zunächst Drehbücher in der Tradition von Francis Durbridge, die teilweise zu Straßenfegern wurden (Der Tod läuft hinterher, Babeck, 11 Uhr 20). Seine größten Erfolge wurden seine Fernsehkrimiserien Derrick (1973–1998) mit 281 Folgen und Der Kommissar (1969–1976) mit 97 Folgen. Auch das Konzept für die Serie Siska entwickelte er und verfasste für vier Folgen die Drehbücher. Darüber hinaus entstanden Fernsehfilme und TV-Specials wie Jakob und Adele, Eine Frau bleibt eine Frau mit Lilli Palmer (7 Folgen 1972–1979), Das Traumschiff und Georg Thomallas Geschichten.
Herbert Reinecker liebte Reisen, Segeln und Golf. Er litt im Alter an einer Augenkrankheit, sodass er zuletzt seine Texte nur noch auf Tonband diktieren konnte. Der Schriftsteller starb im Alter von 92 Jahren in seinem Haus in Kempfenhausen, Gemeinde Berg am Starnberger See.
Mit über 500 TV-Drehbüchern war er einer der einflussreichsten Drehbuchautoren Nachkriegsdeutschlands.

## Werke (in Auswahl)

### Filmografie
- 1942: Der Fall Rainer (Drehbuch nach seinem Roman Der Mann mit der Geige), verfilmt von Paul Verhoeven
- 1944: Junge Adler (Idee, Drehbuch zusammen mit Alfred Weidenmann)
- 1952: Vater braucht eine Frau (Drehbuch)
- 1952: Weg in die Freiheit (Drehbuch)
- 1953: Ich und Du (Drehbuch mit Weidenmann)
- 1953: Einmal kehr ich wieder (Drehbuch: Just Scheu, Ernst Nebhut, nach einer Idee von Reinecker)
- 1953: Abteilung für Notwohnungen (TV-Drehbuch nach seinem gleichnamigen Hörspiel)
- 1954: Kinder, Mütter und ein General (Drehbuch mit László Benedek, nach dem Roman Hauen Sie ab mit Heldentum von Reinecker)
- 1954: Canaris (Drehbuch)
- 1954: Verliebte Leute (Drehbuch mit Hans Karl Kubiak)
- 1955: Der Himmel ist nie ausverkauft (Drehbuch mit Weidenmann)
- 1955: Alibi (Drehbuch, Idee mit Weidenmann)
- 1955: Roman einer Siebzehnjährigen (Drehbuchvorlage)
- 1956: Kitty und die große Welt (Drehbuch, nach dem Theaterstück Kitty und die Weltkonferenz von Stefan Donat und einem Manuskript von Emil Burri und J.M. Simmel)
- 1956: Spion für Deutschland (Drehbuch nach einem Illustriertenbericht von Will Berthold)
- 1956: Anastasia, die letzte Zarentochter (Drehbuch)
- 1956: Der Stern von Afrika (Drehbuch)
- 1957: Banktresor 713 (Drehbuch)
- 1957: Der Fuchs von Paris (Drehbuch nach einer Vorlage von Herbert B. Fredersdorf)
- 1957: El Hakim (Drehbuch nach dem Roman von John Knittel)
- 1958: Taiga (Drehbuch)
- 1958: Die Trapp-Familie in Amerika (Drehbuch)
- 1958: Dorothea Angermann (Drehbuch nach Motiven von Gerhart Hauptmann)
- 1958: Solange das Herz schlägt (Drehbuch)
- 1958: Scampolo (Drehbuch mit Franz Höllering, Ilse Lotz-Dupont)
- 1959: Liebe auf krummen Beinen (Drehbuch mit Utz Utermann nach dem Roman von Hans Gruhl)
- 1959: Menschen im Netz (Drehbuch nach Will Tremper und Erich Kern)
- 1960: Bumerang (Drehbuch nach einem Roman von Igor Sentjurc)
- 1960: An heiligen Wassern (Drehbuch nach C.J. Heer)
- 1960: Schachnovelle (Drehbuch gemeinsam mit Gerd Oswald und Harald Medford nach dem Roman von Stefan Zweig)
- 1960: Eine Frau fürs ganze Leben (Drehbuch mit Georg Hurdalek, Oliver Hassencamp)
- 1961: Die Stunde, die du glücklich bist (Drehbuch)
- 1962: Lulu
- 1963: Der Mann aus England (TV-Drehbuch)
- 1963: Unterm Birnbaum (TV-Drehbuch nach Theodor Fontane)
- 1963: Das Unbrauchbare an Anna Winter (TV-Drehbuch)
- 1963: In einer fremden Stadt (TV-Drehbuch)
- 1963: Um acht kommt Sadowski (TV-Drehbuch)
- 1963: Schloß Gripsholm (Drehbuch nach Kurt Tucholsky)
- 1963: Ein Alibi zerbricht (Drehbuch nach einem Manuskript von Werner P. Zibaso und Stefan Gommermann)
- 1963: Das große Liebesspiel (Drehbuch)
- 1964: Kennwort: Reiher (Drehbuch nach einem Roman von Charles Morgan)
- 1964: Der letzte Ritt nach Santa Cruz (Drehbuch unter dem Pseudonym Alex Berg)
- 1963–1965: Die fünfte Kolonne (TV-Drehbücher für 6 Folgen)
- 1964: Die Goldsucher von Arkansas (Drehbuch)
- 1964: Der Hexer (Drehbuch mit Harald G. Petersson nach Edgar Wallace)
- 1964: Unter den Dächern von St. Pauli (Drehbuch)
- 1964: Nachtzug D 106 (TV-Drehbuch nach seinem gleichnamigen Schauspiel)
- 1965: Schüsse im 3/4 Takt (Drehbuch)
- 1965: Das Liebeskarussell (Drehbuch mit Kurt Nachmann)
- 1965: Neues vom Hexer (Drehbuch nach Edgar Wallace)
- 1965: Mordnacht in Manhattan (Drehbuch unter dem Pseudonym Alex Berg nach Motiven der Romanheftreihe Jerry Cotton)
- 1966: Ich suche einen Mann (Drehbuch nach einem Illustriertenbericht)
- 1966: Der Bucklige von Soho (Drehbuch nach Edgar Wallace)
- 1966: Maigret und sein größter Fall (Drehbuch nach Georges Simenon)
- 1967: Rheinsberg (Drehbuch nach Kurt Tucholsky)
- 1967: Die blaue Hand (Drehbuch unter dem Pseudonym Alex Berg nach Edgar Wallace)
- 1967: Der Mönch mit der Peitsche (Drehbuch unter dem Pseudonym Alex Berg nach Edgar Wallace)
- 1967: Der Tod läuft hinterher (TV-Drehbücher für einen Dreiteiler)
- 1967: Der Mörderclub von Brooklyn (Drehbuch unter dem Pseudonym Alex Berg nach Motiven der Romanheftreihe Jerry Cotton)
- 1968: Der Hund von Blackwood Castle (Drehbuch unter dem Pseudonym Alex Berg nach Edgar Wallace)
- 1968: Winnetou und Shatterhand im Tal der Toten (Drehbuch mit Harald Reinl nach Motiven von Karl May)
- 1968: Der Tod im roten Jaguar/La morte in Jaguar rossa (Drehbuch unter dem Pseudonym Alex Berg nach Motiven der Romanheftreihe Jerry Cotton)
- 1968: Babeck (TV-Drehbuch)
- 1969–1976: Der Kommissar (Drehbücher für die TV-Krimiserie in 97 Folgen)
- 1970: Unter den Dächern von St. Pauli
- 1970: Engel, die ihre Flügel verbrennen (Drehbuch)
- 1970: 11 Uhr 20 (TV-Drehbuch)
- 1972: Eine Frau bleibt eine Frau (TV-Drehbuch)
- 1973: Das Mädchen von Hongkong (Drehbuch nach seinem Roman)
- 1973: Karussells werden im Himmel gemacht (TV-Drehbuch)
- 1974–1998: Derrick (Drehbücher für die TV-Krimiserie in 281 Folgen)
- 1975: Verbrechen nach Schulschluß (Drehbuch: Werner P. Zibaso, Georg Hurdalek, nach einer Kurzgeschichte von Reinecker)
- 1975: Mütter. Sieben Geschichten mit Inge Meysel (TV-Drehbuch mit Curth Flatow, Detlef Müller u. a.)
- 1975: Heitere Episoden mit Hans-Joachim Kulenkampff (TV-Drehbuch mit Jürgen Drews u. a.)
- 1977–1984: Polizeiinspektion 1 (Drehbücher für 9 Folgen)
- 1978: Eine Frau bleibt eine Frau (TV-Drehbuch)
- 1978: Die Ängste des Dr. Schenk (TV-Drehbuch)
- 1978: Kleine Geschichten mit großen Tieren (TV-Drehbuch)
- 1978: Unsere kleine Welt (TV-Drehbuch mit Alfred Weidenmann, Loek Huismann)
- 1978: Der große Karpfen Ferdinand und andere Weihnachtsgeschichten (TV-Drehbuch mit Leopold Ahlsen u. a.)
- 1978: … von Herzen, mit Schmerzen (TV-Drehbuch)
- 1979: Der ganz normale Wahnsinn (TV-Drehbücher für einzelne Folgen)
- 1979: Lilli Palmer – Eine Frau bleibt eine Frau (TV-Drehbuch)
- 1979: Jahreszeiten der Liebe (TV-Drehbuch)
- 1979: … es ist die Liebe (TV-Drehbuch)
- 1979: Nachbarn und andere nette Menschen (TV-Drehbuch)
- 1980: Die Alten kommen (TV-Drehbuch)
- 1981: Harald Juhnke – Leute wie du und ich IV (TV-Drehbuch)
- 1980: Knobbes Knoten (TV-Drehbuch)
- 1980: Wochenendgeschichten (TV-Drehbuch)
- 1980: Kaninchen im Hut (und andere Geschichten mit Martin Held) (TV-Drehbuch)
- 1980: Liebe bleibt nicht ohne Schmerzen (TV-Drehbuch)
- 1980: Familienfest – Drei weihnachtliche Geschichten (TV-Drehbuch)
- 1981–1986: Das Traumschiff (TV-Drehbücher für einzelne Folgen)
- 1981: Das war’n noch Zeiten – Kleine Geschichten von Kalke & Söhne (TV-Drehbuch)
- 1981: Gustav Knuth – Ein Mime wird 80 (TV-Drehbuch mit Detlef Müller u. a.)
- 1981: Mario Adorf: Gesucht wird… (TV-Drehbuch)
- 1982: Chefetage – Kleine Geschichten von großen Tieren (TV-Drehbuch)
- 1982: Georg Thomallas Geschichten (TV-Drehbücher)
- 1982: Treffpunkt Airport (TV-Drehbuch)
- 1982: Sommerepisoden (TV-Drehbuch)
- 1982: Urlaub am Meer (TV-Drehbuch)
- 1982: Väter (TV-Drehbuch)
- 1982–1984: So oder so ist das Leben (TV-Drehbücher für 4 Folgen)
- 1982–1989: Jakob und Adele (TV-Drehbücher für 8 Folgen)
- 1983: Rendezvous der Damen (TV-Drehbuch)
- 1983: Liebe hat ihre Zeit (TV-Drehbuch)
- 1983: Das Traumschiff: Kenia (November, TV-Drehbuch)
- 1983: Das Traumschiff: Karibik (TV-Drehbuch)
- 1983: Das Traumschiff: Kenia (Dezember, TV-Drehbuch)
- 1983: Das Traumschiff: Amazonas (TV-Drehbuch)
- 1983–1984: Geschichten aus der Heimat I u. IV (TV-Drehbücher für Das Silvesterbaby und Nächtliche Begegnung)
- 1984: Das Traumschiff: Rio (TV-Drehbuch)
- 1984: Funkeln im Auge (TV-Drehbuch)
- 1984: Mensch Bachmann (TV-Drehbücher für 6 Folgen)
- 1984: Die Dame und die Unterwelt (TV-Drehbuch von Rainer Wolffhardt nach Reinecker)
- 1984: Der Lehrer (TV-Drehbuch)
- 1984: Freundschaften (TV-Drehbuch mit Karl Wittlinger)
- 1985: Der kleine Riese (TV-Drehbuch)
- 1987: Wer erschoß Boro? (TV-Drehbuch)
- 1988: Der Weg nach Lourdes (TV-Drehbuch)
- 1989: Herr Siebenfink und die Sache mit Caroline (TV-Drehbuch)
- 1992–1994: Das Auge Gottes (TV-Drehbücher für 19 Folgen)
- 1995: Der Mann ohne Schatten (Drehbuch für die dritte Folge: Der Tod fährt 1. Klasse)
- 1996: Gnadenlos – zur Prostitution gezwungen (TV-Drehbuch)
- 1998–1999: Siska (Kreation des Protagonisten und der Charaktere, Drehbücher für 4 Folgen)

### Romane, Kurzgeschichten, Jugendbücher
- mit Heinz Ehring: Jugend in Waffen. Osmer, Berlin 1936.
- Skier entscheiden. H. J. Fischer, Berlin/Leipzig 1936.
- Die große Wandlung (= Skalden-Bücher. 47) Schmidt & Spring, Leipzig 1938.
- Pimpfenwelt. Limpert, Berlin 1938.
- Hans Hinrich, der Räuber (= Bücher der Jungen. 6). Loewe, Stuttgart 1939.
- Der Mann mit der Geige. Roman. Die Heimbücherei, Berlin 1939.
- Panzer nach vorn! Panzermänner erzählen vom Feldzug in Polen. Die Heimbücherei, Berlin 1939.
- Grenadiere stürmen… Hefte für die Ertüchtigungsarbeit der Hitler-Jugend, Berlin 1943.
- Bogan und seine Tiere (= Trifels-Meisterbände. 1). Trifels, Speyer/Mannheim 1949.
- Bogan, der Dschungelgott (= Trifels-Meisterbände. 2). Trifels, Speyer/Mannheim 1950.
- Feindliche Heimat (= Trifels-Meisterbände. 2). Trifels, Speyer/Mannheim 1949.
- Kinder, Mütter und ein General. Roman. 1953.
- Taiga. Roman. Kindler, München 1958.
- Unser Doktor. Geschichte eines Landarztes. Roman. Lichtenberg, München 1964.
- Der Kommissar. Lichtenberg, München 1970.
- Der Kommissar läßt bitten. Lichtenberg, München 1971.
- Das Mädchen von Hongkong. Schulz, Percha 1973.
- Feuer am Ende des Tunnels. Schulz, Percha 1974.
- Derrick Junior: Die verräterische Zahl. 1977.
- Derrick Junior: Alarm beim Pingpong. 1977.
- Das stärkere Geschlecht. Goldmann, München 1977.
- Derrick Junior: Ungleiche Gegner. 1978.
- Der Kommissar. Der Fall Quimper. 1978.
- Ein bißchen Halleluja. Geschichten. Schneekluth, München 1981.
- Ich bring die Freude mit. 1981.
- Ich hab vergessen, Blumen zu besorgen. Geschichten. Schneekluth, München 1982, ISBN 3-7951-0813-6
- Die Reise nach Feuerland. Langen-Müller, München 1986, ISBN 3-7844-1999-2
- Ein Denkmal wird erschossen. Herbig, München/Berlin 1988, ISBN 3-7766-1516-8
- Ein Zeitbericht unter Zuhilfenahme des eigenen Lebenslaufs. Straube, Erlangen/Bonn/Wien 1990, ISBN 3-927491-17-9; durchgesehene Neuauflage: Die Illusionen der Vergangenheit. Ein persönlicher Zeitbericht. Ullstein, Frankfurt/Berlin 1992, ISBN 3-548-33151-3
- Warten auf Nachricht. Edition Steinmeier, Nördlingen 2001, ISBN 3-927496-91-X
- Sagt mir, wohin ich gehe. Sammelband. Edition Steinmeier, Nördlingen 2004, ISBN 3-936363-20-X

### Hörspiele
- 1950: Feindliche Heimat – Regie: Eduard Hermann (NWDR Köln)
- 1950: Ein Mensch namens Lehmann – Regie: Wilhelm Semmelroth (NWDR Köln)
- 1951: Morgen mußt du antworten – Regie: Eduard Hermann (NWDR Köln)
- 1951: Morphium – Regie: Albert Carl Weiland (Radio Saarbrücken)
- 1951: Die Verschwörung – Regie: Eduard Hermann (NWDR Köln)
- 1951: Der Teufel fährt im D-Zug mit – Regie: Fritz Schröder-Jahn (NWDR Hamburg)
- 1951: Der Teufel fährt in der 3. Klasse – Regie: Hanns Korngiebel (RIAS)
- 1951: Der Krimkrieg fand trotzdem statt – Regie: Wilhelm Semmelroth (NWDR Köln)
- 1951: Abteilung für Notwohnungen – Regie: Gustav Burmester (NWDR Hamburg)
- 1951: Vater braucht eine Frau – Regie: Fritz Schröder-Jahn (NWDR Hamburg)
- 1952: Vater braucht eine Frau – Regie: Paul Land (SDR)
- 1952: Schwein muß man haben – Regie: Raoul Wolfgang Schnell (NWDR Köln)
- 1952: Karussell zu verkaufen – Regie: Helmut Käutner (NWDR Hamburg)
- 1952: Friedensvertrag – Regie: Detlof Krüger (NWDR Hamburg)
- 1952: Vater braucht eine Frau – Regie: Heinz-Günter Stamm (BR)
- 1952: Karussells sind im Himmel gemacht – Regie: Paul Land (SDR)
- 1952: Gerlach präsentiert die Rechnung – Regie: Curt Goetz-Pflug (NWDR Hamburg)
- 1959: Friedensvertrag – Regie: Ludwig Cremer (NDR)
- 1963: Vater braucht eine Frau – Regie: Otto Düben (SDR)
- 2004: Der Jesus von Stallupönen

### Dramen
- 1940: Die Stunde des Triumphes (Schauspiel in 5 Akten)
- 1942: Das Dorf bei Odessa (Schauspiel in 1 Aufzug)
- 1944: Leuchtfeuer (Drama in 5 Akten)
- 1963: Nachtzug (Schauspiel)

## Auszeichnungen
- 1953: Filmband in Silber (Drehbuch) für Weg in die Freiheit
- 1954: Bundesfilmpreis für Canaris
- 1955: Filmband in Gold (Drehbuch) für Canaris
- 1969: Bambi für Babeck und Der Kommissar
- 1975: Goldener Bambi für Der Kommissar
- 1980: Goldene Kamera für seine Specials
- 1981: Goldene Kamera Hör zu für Derrick
- 1984: Wilhelmine-Lübke-Preis für Jakob und Adele
- 1986: Telestar
- 1995: Ehren-Glauser der Criminale für sein Gesamtwerk.

## Mitgliedschaften (Auswahl)
- Paul-Ernst-Gesellschaft